# Animaux (chaîne de télévision)
Pour les articles homonymes, voir Animaux (homonymie).
 (novembre 2017).
Animaux initialement intitulée AB Animaux est une chaîne thématique consacrée aux documentaires animaliers lancée le 2 avril 1996. Elle fait partie du groupe Mediawan (Mediawan Thematics).

## Historique
Consacrée au monde des animaux sauvages et domestiques, elle met en avant la protection de la nature et des espèces menacées.
Créée le 2 avril 1996, elle est rebaptisée « Animaux » en 1999 et change d'habillage visuel, puis le change à nouveau en 2011. Le 13 mai 2014, la chaîne passe en haute définition sur le bouquet Canal+. La chaîne est désormais diffusée à partir de cette date sur Astra 19.2°E1.
Depuis le rachat d’AB Groupe le 30 janvier 2017 par Mediawan, la chaîne fait partie de Mediawan Thematics.

### Identité visuelle (logo)

Logo du 2 avril 1996 à 1999
Logo de 1999 à 2003
Logo de 2003 au 5 septembre 2011
Logo du 5 septembre 2011 au 1er mai 2017
Logo depuis le 1er mai 2017

## Programmes
Chaîne spécialisée sur l'environnement, sa programmation comprend principalement des émissions et documentaires animaliers. Elle introduit régulièrement des reportages sur la protection de la faune et de la flore. Depuis 2011 Bernard Montiel présente Animaux Stars.

## Diffusion
Animaux était diffusée à l'origine uniquement sur AB Sat, mais est aujourd'hui disponible moyennant un abonnement sur l'ensemble des réseaux des câblo-opérateurs français, monégasque, belges et suisses et sur les bouquets satellites Bis Télévisions, Orange, Télésat et Canal+ ainsi que sur les principaux bouquets ADSL.
- Canal+ : canal n°124
- Orange : canal n°118 (Bouquet Famille, Pack Famille et Disney+, Bouquet Intense)
- SFR : canal n°36 ou n°180 (Power Premium, Bouquet Famille)
- Free : canal n°208 (À la carte et en option dans les packs : BIS *Premium, BIS Ultimum et BIS Panorama)
- Bouygues Telecom : canal n°  126 (Bouquet Famille, Bouquet Divertissement)
- BIS TV : canal n°40 (Panorama Ultimum)
- Molotov